# Ariana
Pour les articles homonymes, voir Ariana (homonymie).
Ariana (arabe : أريانة  prononcé en tunisien : [æriɛːnæ]) ou L'Ariana est l'une des plus importantes villes de la banlieue de Tunis. La ville se trouve au nord de la capitale, à proximité de l'aéroport international de Tunis-Carthage.
Chef-lieu du gouvernorat du même nom, la municipalité compte 114 486 habitants (appelés Arianais) en 2014.

## Géographie
La ville, dont la superficie couvre 18 000 hectares, est le pôle d'une agglomération couvrant sept circonscriptions pour un bassin de population de 160 000 habitants. Elle se situe au milieu d'une vaste plaine bordée par les plages de Raoued et de Gammarth, par la ville de Carthage et par la colline de Sidi Bou Saïd.

## Histoire
Le nom de la ville n'est pas un vocable arabe : elle semble en fait cristalliser un souvenir de l'occupation vandale et serait à rapprocher du latin ariani (ariens). Des auteurs du début du XVIe siècle[Lesquels ?] indiquent que cette localité est alors remplie de vestiges antiques datant des Goths et des Vandales.
C'est dans les environs de l'Ariana que se trouvait le parc d'Abou Fihr avec ses bosquets et ses lacs artificiels à l'usage des princesses hafsides, les poètes tunisiens ayant longtemps chanté les roses des jardins de l'Ariana. Un autre souvenir de l'époque hafside est le mausolée Sidi Ammar, tombe d'un saint mort de maladie en combattant les croisés débarqués à Carthage en 1270.
Les origines de la ville remontent aux Zirides. Le souverain hafside Abû `Abd Allah Muhammad al-Mustansir fait de l'Ariana la résidence de l'aristocratie musulmane et juive andalouse réfugiée en Tunisie au XIIIe siècle. C'est aussi le lieu où vit et est canonisé Sidi Mahrez (saint patron de Tunis). La municipalité est instituée le 1er juillet 1908.
Aujourd'hui, très peu de choses subsistent des « riants jardins donnant quantité fruits » dépeints par Léon l'Africain ou des palais et demeures des XVIIIe et XIXe siècles aux influences variées (italianisantes, arabisantes ou renaissance), huileries, écoles et autres témoins d'une histoire prestigieuse. Rien ne dévoile le riche passé de la ville si ce n'est quelques palmiers centenaires derrière de hauts grillages. Les pentes boisées et les jardins paisibles ont été envahis par Tunis et l'Ariana devient le réceptacle de l'émigration du reste du pays : une population démultipliée par vingt en quarante ans, atteignant près de 300 000 habitants, en proie à une fureur de construction rapide alliant béton et verre teinté. L'Ariana conserve toutefois quelques palais qui attestent de son passé glorieux :
- le Palais Ben Ayed abritant l'hôtel de ville depuis 1983[5] ;
- le Palais Baccouche abritant le Centre national de danse.

Après la démolition, ces dernières années, des palais Caïd Essebsi et Mestiri et de l'huilerie Baccouche, c'est aujourd'hui le Palais Zaouche, qui occupe pourtant une large parcelle sur l'axe principal reliant l'Ariana à Tunis, qui s'apprête à suivre le même chemin.

## Politique
À la suite des élections municipales de 2018, Fadhel Moussa est élu maire de la ville.
| Ville  | Ennahdha | Nidaa Tounes | Courant démocrate | Front populaire | Autres partis | Listes indépendantes | Total | Maire élu     |
| ------ | -------- | ------------ | ----------------- | --------------- | ------------- | -------------------- | ----- | ------------- |
| Ville  |          |              |                   |                 |               |                      | Total | Maire élu     |
| Ariana | 6        | 6            | 0                 | 0               | 3             | 21                   | 36    | Fadhel Moussa |

## Économie

### Agriculture
L'Ariana doit sa renommée à son essor agricole et à sa production de fleurs, des roses principalement.
Le Jardin de la Rose, situé dans le parc Bir Belhassen, couvre quelque 3 000 m2 et abrite 16 000 rosiers et boutures dont 90 % appartiennent à la variété dite « rose de l'Ariana ». Cette variété est introduite en 1637 par les Andalous. Le jardin se prolonge par la Galerie de la Rose qui développe les aspects historiques, naturels et culturels de cette fleur. Un festival de la rose se déroule tous les ans au printemps.

### Technopôle d'El Ghazala
L'Ariana abrite le technopôle d'El Ghazala.
Il réunit sur un même site des écoles pour la formation d'ingénieurs et de techniciens, des centres de recherche et de développement, une pépinière d'entreprises ainsi que des sociétés parmi lesquelles Alcatel, Archimed, Bilog et STMicroelectronics. L'École supérieure des communications de Tunis et l'Institut supérieur des études technologiques en communications de Tunis forment des ingénieurs et des techniciens. L'activité de recherche et développement y est en expansion au sein des écoles et au Centre d'étude et de recherche des télécommunications.
Alcatel et son centre de développement de logiciels, intégré au centre de recherche et de développement de Marcoussis, prévoit l'ouverture d'une « plate-forme d'incubation » destinée au développement des usages et des nouvelles applications dans le secteur des technologies de l'information et de la communication. Enfin, le technopôle accueille l'Agence tunisienne d'Internet ainsi que plusieurs sociétés du secteur du logiciel, des télécommunications ou d'Internet telles qu'Ericsson.

## Transport

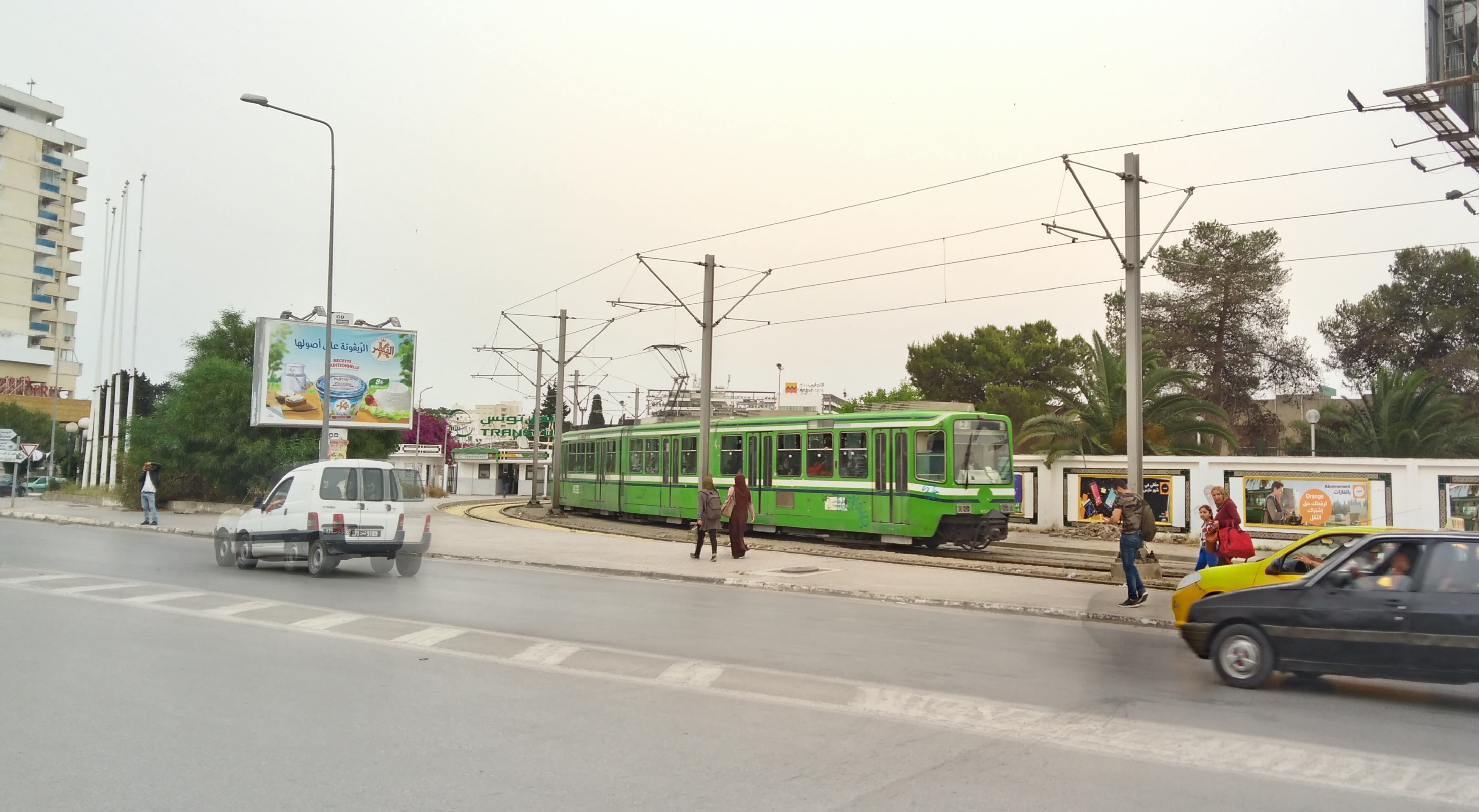
Métro léger à l'Ariana.

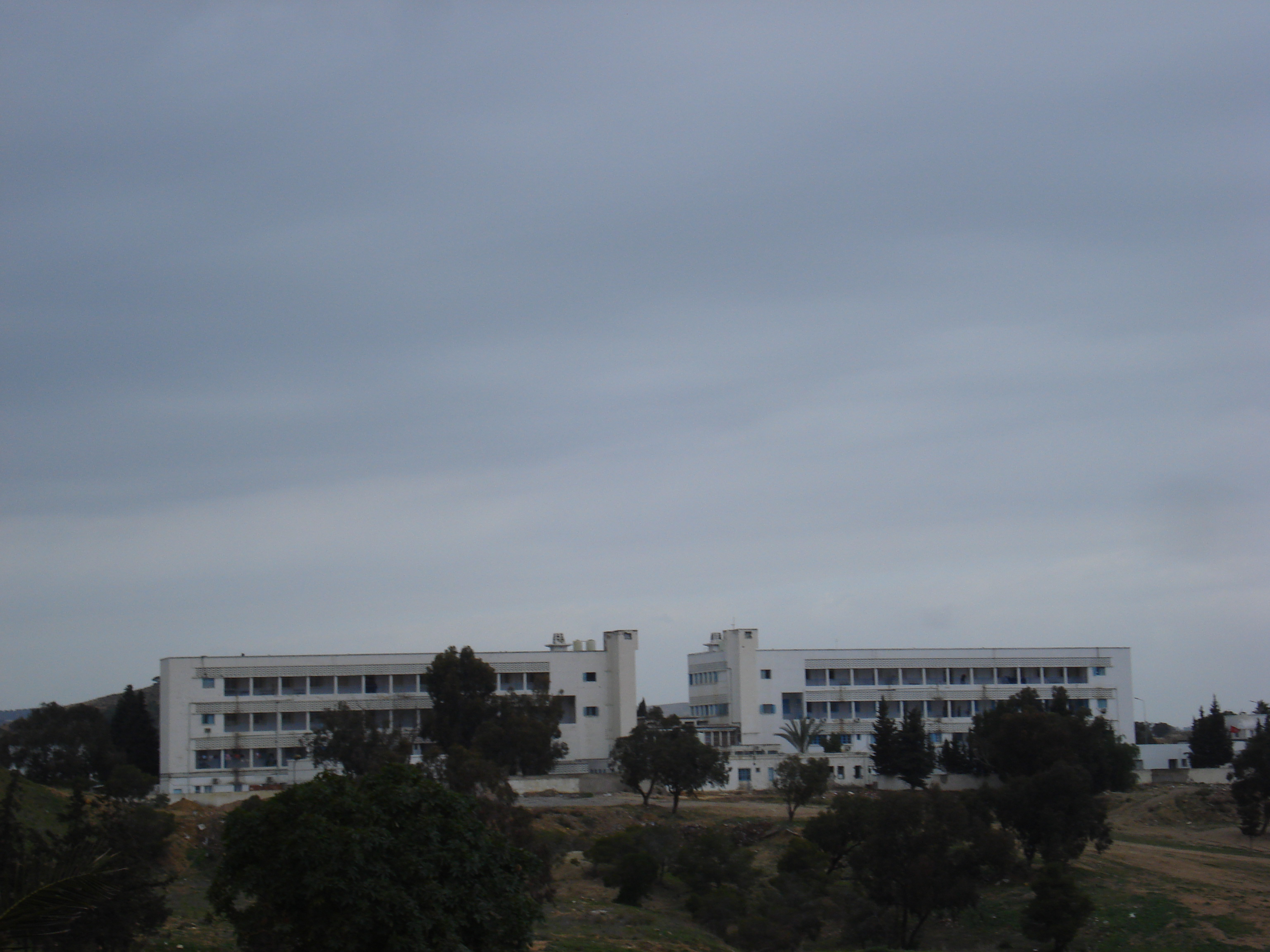
Hôpital Abderrahmen-Mami.

La ville de l'Ariana est desservie par la ligne 2 du métro léger de Tunis, oú se situe l'un des deux terminus. Les stations locales sont L'indépendance (avant-dernière station) et Ariana (terminus).

## Santé
L'hôpital Abderrahmen-Mami, un établissement sanitaire public de la ville, est essentiellement actif en pneumophistiologie.

## Sport
Bien que le football reste le sport favori des habitants[réf. nécessaire], le handball est le sport dans lequel l'Ariana a marqué le championnat national avec le club omnisports de l'Association sportive de l'Ariana qui est considéré comme un vivier de handballeurs professionnels tunisiens.

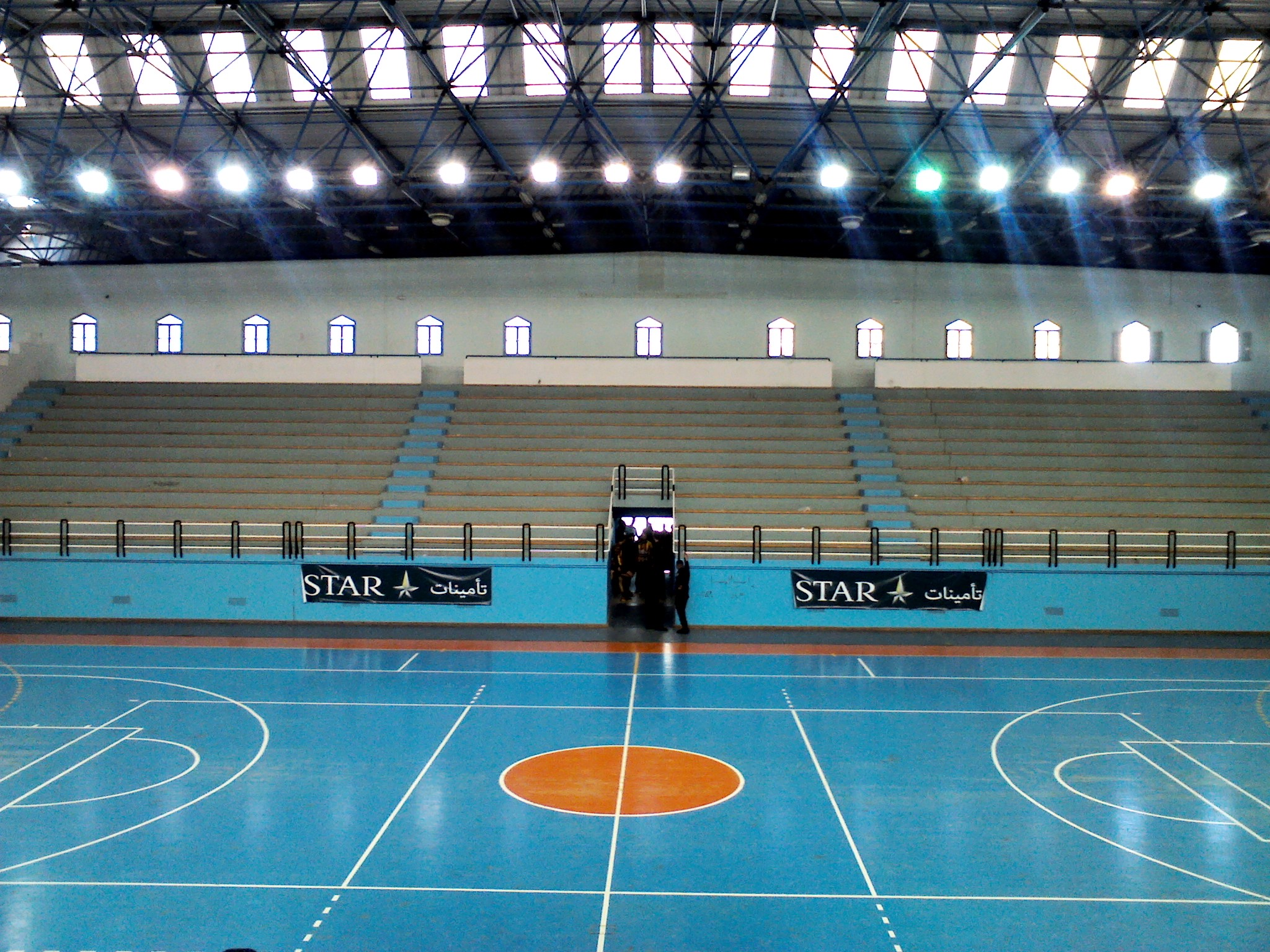
Salle omnisports de l'Ariana.
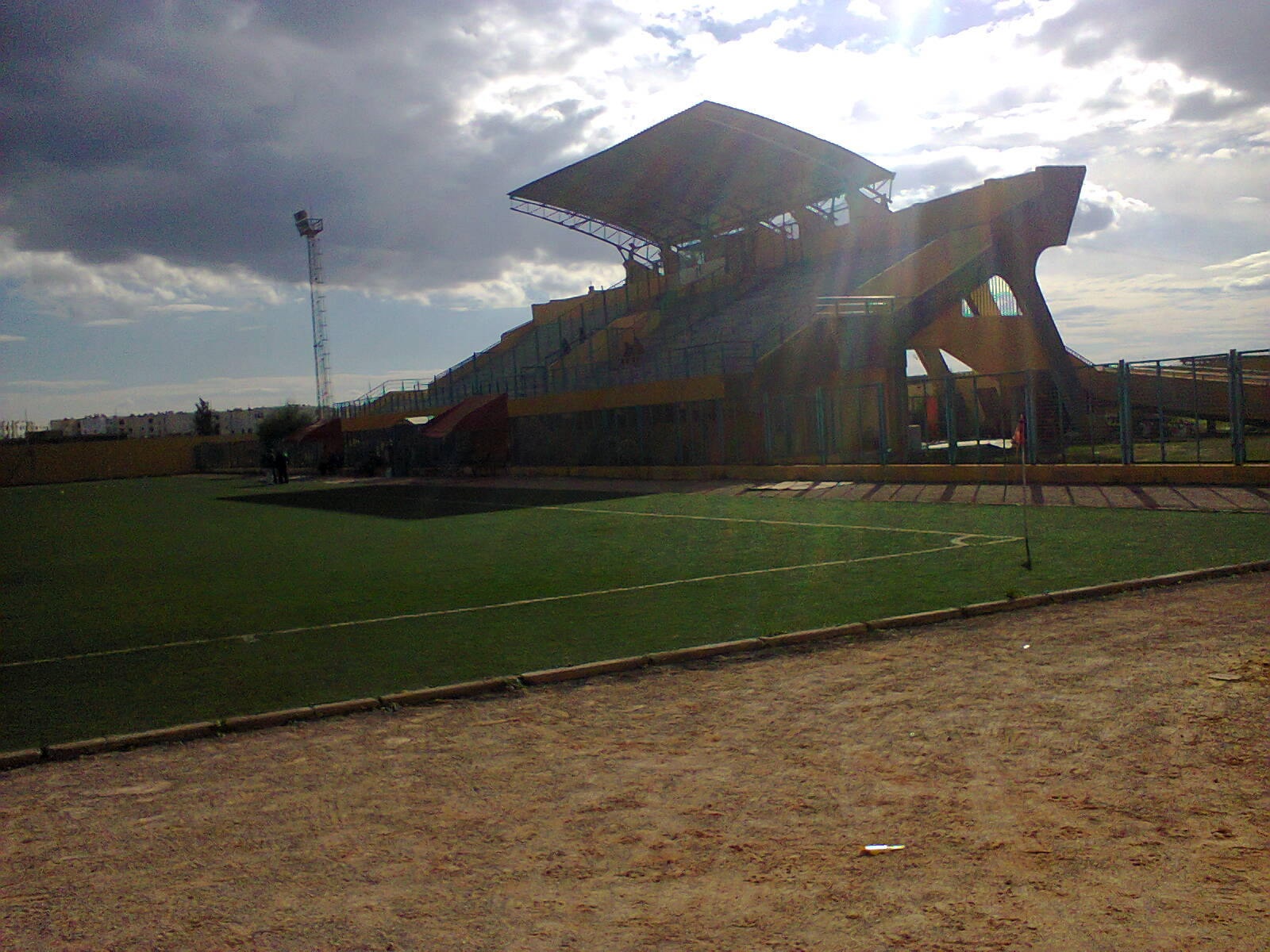
Stade Borj Louzir.
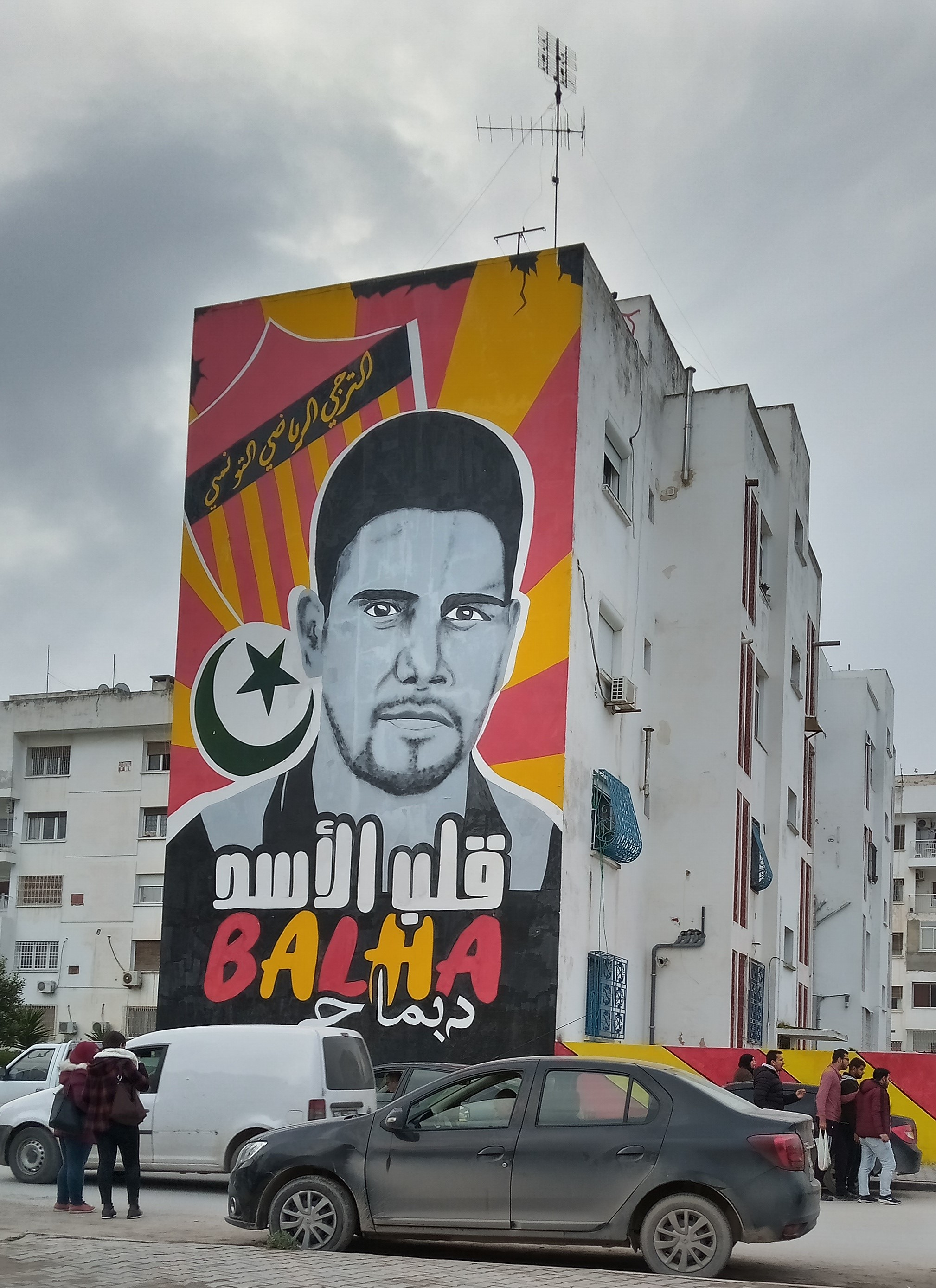
Portrait de Hédi Berrekhissa, ancien joueur de l'ES Tunis, à l'Ariana.

## Jumelages
La ville de l'Ariana est jumelée avec la ville de Grasse (France) depuis le 8 mai 1982. Ces deux villes ont en commun l'importance culturelle (et dans une moindre mesure économique) de la production d'hydrolats (eaux de fleurs) et de parfums.